# Gianni Morandi
Gian Luigi Gianni Morandi (Monghidoro, Emília-Romanya, 11 de desembre del 1944) és una gran figura de la cançó italiana.
L'any 1965 enregistrà un tema en català (Si no et tingués ja mai més) en un EP compartit amb Jimmy Fontana, Rita Pavone i Donatella Moretti.